# Pohranice
Pohranice (Hongaars: Pográny) is een Slowaakse gemeente in de regio Nitra, en maakt deel uit van het district Nitra.
Pohranice telt 1.100 inwoners. Ongeveer de helft van de bevolking behoort tot de Hongaarse minderheid in Slowakije.
De gemeente maakt onderdeel uit van de Hongaarse enclave Zoboralja.